# Jan Dąmbski (zm. 1724)
Jan Dąmbski herbu Godziemba (zm. w 1724 roku) – kasztelan konarski kujawski w latach 1688-1720.

## Rodzina
Syn Jakuba (zm. 1675), chorążego zatorskiego i oświęcimskiego i Cecyli z Przyłęk Przyłeckiej, córki Achacego kasztelana oświęcimskiego. Dwukrotnie żonaty. Pierwszą żoną kasztelana została Anna Eleonora Męcińska, córka Jana, kasztelana sieradzkiego. Drugą żoną była Zofia ze Starego Skrzynna Dunin.
Pozostawił dzieci: Marcina, dziedzica Dembowej Woli; Cecylię, późniejszą żonę Franciszka Walewskiego, kasztelana rozpirskiego; Stanisława oraz Mariannę żonę Franciszka Raczyńskiego, syna Piotra.

## Pełnione urzędy
Początkowo sędzia deputat od księstwa zatorskiego i oświęcimskiego (1670), kasztelan konarski kujawski (1688-1720).
Poseł sejmiku radziejowskiego na sejm 1683 roku, poseł sejmiku proszowickiego na sejm 1690 roku.

## Majątki ziemskie
Posiadał dobra majątkowe: Przyłęk, Dalowice, Jedlińsk, Jedlińska Wola, Dembowa Wola, Jędrowice, Sułków, Brożyce, Ryków, Kozice i Żuków.